# Eduardo Vieira dos Santos
Eduardo Vieira dos Santos (ur. 18 marca 1965 w Bom Sucesso) – brazylijski duchowny katolicki, biskup pomocniczy São Paulo w latach 2015–2021, biskup diecezjalny Ourinhos od 2021.

## Życiorys
Święcenia kapłańskie przyjął 15 grudnia 2000 z rąk arcybiskupa Cláudio Hummesa i został inkardynowany do archidiecezji São Paulo. Pracował głównie jako duszpasterz parafialny. Pełnił jednocześnie funkcje m.in. wicerektora części teologicznej seminarium (2007–2013), opiekuna diakonów stałych (2007–2014) oraz kanclerza kurii (2013–2014).
10 grudnia 2014 papież Franciszek mianował go biskupem pomocniczym archidiecezji São Paulo oraz biskupem tytularnym Bladia. Sakry udzielił mu 7 lutego 2015 metropolita São Paulo - kardynał Odilo Scherer.
19 maja 2021 papież Franciszek przeniósł go na urząd biskupa diecezjalnego Ourinhos.